# Ostrovica (Divača)
Ostrovica is een plaats in Slovenië en maakt deel uit van de gemeente Divača in de NUTS-3-regio Obalnokraška. De plaats telde 11 inwoners op 1 januari 2020.